# Justis fratrum
Justis fratrum je papežská bula vypracovaná Evženem III. 3. května 1152. 
Je adresována treviskému biskupu Bonifaciovi. Bula potvrzuje ustanovení diecéze a umožňuje vznik katedrály sv. Petra pod přímou ochranou papeže. Je cenným historickým dokumentem, neboť umožňuje rekonstruovat přesně rozsah a organizaci pozdějších ustanovení: jsou zde uvedeny nejen kostely a kláštery, ale i vesnice, soudy a přístavy, a spolu s nimi i práva na řece Sile.
Text je podepsán samotným papežem a jedenácti kardinály.